# Contea di Union (Iowa)
La contea di Union (in inglese Union County) è una contea dello Stato dell'Iowa, negli Stati Uniti. La popolazione al censimento del 2000 era di 12 309 abitanti. Il capoluogo di contea è Creston.